# الیمدار، کیبریسیک
الیمدار، کیبریسیک (به لاتین: Alemdar, Kıbrısçık) یک منطقهٔ مسکونی در ترکیه است که در استان بولی واقع شده‌است.

## خصوصیات
الیمدار ۲۵۳ نفر جمعیت دارد.